# Gąsownica czerwieniejąca
Gąsownica czerwieniejąca (Pseudoporpoloma pes-caprae (Fr.) Vizzini & Consiglio) – gatunek grzybówz rodziny gąskowatych (Tricholomataceae). 

## Systematyka i nazewnictwo
Pozycja w klasyfikacji według Index Fungorum: Pseudoporpoloma, Tricholomataceae, Agaricales, Agaricomycetidae, Agaricomycetes, Agaricomycotina, Basidiomycota, Fungi.
Polską nazwę nadał Władysław Wojewoda w 2003 roku, nie jest ona spójna z obecnym rodzajem gatunku (Pseudoporpoloma)

## Występowanie i siedlisko
Występuje w Europie, w tym w Polsce. Występuje najczęściej na górskich łąkach, na podłożu wapiennym, także na terenach trawiastych, na wyżynach. Czerwona Lista wymienia gatunek jako "E–wymierający - krytycznie zagrożony".